# Aprostocetus beatus
Aprostocetus beatus är en stekelart som först beskrevs av Perkins 1906.  Aprostocetus beatus ingår i släktet Aprostocetus och familjen finglanssteklar. Inga underarter finns listade i Catalogue of Life.